# Soyuz T-9
Soyuz T-9 fue una misión espacial soviética tripulada realizada en una nave Soyuz T. Fue lanzada el 27 de junio de 1983 desde el cosmódromo de Baikonur mediante un cohete Soyuz hacia la estación Salyut 7 con dos cosmonautas a bordo. 
La tripulación llevó experimentos, correo y otras cargas a la Salyut 7.

## Tripulación
- Vladimir Lyakhov (Comandante)
- Aleksandr Pavlovich Aleksandrov (Ingeniero de vuelo)

### Tripulación de respaldo
- Vladimir Titov (Comandante)
- Gennady Strekalov (Ingeniero de vuelo)